# Municipio de Scott (condado de Fremont)
El municipio de Scott (en inglés: Scott Township) es un municipio ubicado en el condado de Fremont en el estado estadounidense de Iowa. En el año 2010 tenía una población de 486 habitantes y una densidad poblacional de 4,52 personas por km².

## Geografía
El municipio de Scott se encuentra ubicado en las coordenadas 40°50′10″N 95°46′43″O / 40.83611, -95.77861. Según la Oficina del Censo de los Estados Unidos, el municipio tiene una superficie total de 107.53 km², de la cual 104,12 km² corresponden a tierra firme y (3,17 %) 3,41 km² es agua.

## Demografía
Según el censo de 2010, había 486 personas residiendo en el municipio de Scott. La densidad de población era de 4,52 hab./km². De los 486 habitantes, el municipio de Scott estaba compuesto por el 96,3 % blancos, el 0,62 % eran afroamericanos, el 1,44 % eran amerindios, el 1,03 % eran de otras razas y el 0,62 % eran de una mezcla de razas. Del total de la población el 1,85 % eran hispanos o latinos de cualquier raza.